# Société de démographie historique
La Société de démographie historique est une association loi de 1901 française fondée en 1963. Regroupant les principaux spécialistes français de cette discipline, elle influe fortement sur cette branche de l'histoire, avant de connaître un déclin dans les années 1980.
Elle édite depuis 1964 la seule revue francophone consacrée à ce domaine : les Annales de démographie historique.

## Histoire
En 1953, le démographe Louis Henry crée à l'Ined un groupe appelé Sous-commission française de démographie historique, intégré à la section française du Comité international des sciences historiques (CISH). Cette sous-commission est présidée par Louis Chevalier, compte deux vice-présidents (Louis Henry et Marcel Reinhard) et un secrétaire, Pierre Goubert. Son but est d'établir et développer des relations entre démographes et historiens.
La démographie historique est alors une discipline en plein essor, et la France est à la pointe des travaux dans ce domaine. En quelques années, la sous-commission créée par Louis Henry s'impose à la tête de cette discipline en France.
La Société de démographie historique (SDH) en est « la fille ». Elle est conçue en 1962 « par des historiens et des démographes qui ont senti la nécessité de travailler ensemble pour faire avancer l’une par l’autre la démographie et l’histoire ». Ses statuts sont déposés le 6 mars 1963. Son premier président est Marcel Reinhard, dont le positionnement particulier entre historiens universitaires et démographes de l'Ined se révèle décisif pour le succès de la SDH. Il est secondé par Louis Chevalier, Louis Henry (vice-présidents) et Pierre Goubert (secrétaire de l'association).
Dès 1964, Marcel Reinhard, surchargé de travail, laisse la présidence de la SDH à Pierre Goubert, qui dirige l'association jusqu'en 1968. Louis Henry assure la présidence de 1969 à 1972. L'association entre dans son « âge d'or » qui dure jusque 1980 environ. La France domine la démographie historique et la SDH contribue à diffuser internationalement un « modèle français » s'appuyant sur le financement de recherches par des institutions publiques.
La SDH s'internationalise dans les années 1970 sous l'action de Louis Henry, avec la publication du Bulletin DH (3 numéros annuels de 1970 à 1990) et le développement d'une collaboration avec l'université de Florence. Elle organise pendant cette décennie de grands colloques internationaux. À la fin des années 1970, les réunions de travail trimestrielles de l'association laissent la place aux Entretiens de Malher, un événement thématique organisé annuellement à Paris.
L'association poursuit sa croissance jusqu'au milieu des années 1980. Mais le début de cette décennie voit plusieurs événements internationaux être organisés sans qu'elle soit impliquée, et le nombre de ses adhérents commence à diminuer à partir de 1988. La démographie historique s'est en effet développée dans de nombreux pays et la prédominance de la France sur cette discipline s'atténue fortement, alors que de nouvelles thématiques se développent à l'étranger (histoire de la famille par exemple) que peu de chercheurs français ont encore abordés.

## Activités
À sa création, la SDH a une triple activité : l'organisation de réunions régulières, l'animation d'un réseau international et la publication d'ouvrages scientifiques. Son fonctionnement repose sur le bénévolat de ses membres, mais elle peut également s'appuyer sur les moyens logistiques du Laboratoire de démographie historique (LDH) créé à l'EPHE par Jacques Dupâquier, secrétaire de l'association de 1965 à 1976.
L'association publie un premier ouvrage en 1964 (Études et Chronique de démographie historique) avant de lancer la même année les Annales de démographie historique. Dans les années 1970, elle prend en charge l'organisation de plusieurs colloques internationaux d'importance.
Actuellement elle organise un colloque tous les deux ans et poursuit l'édition des Annales de démographie historique.

## LesAnnales de démographie historique
Publiée annuellement, la revue devient semestrielle en 1997. Elle est réalisée sous l'égide d'un comité rédactionnel de 10 membres de la SDH. Elle intègre une Bibliographie internationale de la démographie historique (BIDH), qui assure son succès international. La BIDH est publiée séparément des Annales à partir de 1978.
Signe du déclin de l'influence française, les Annales, qui se sont ouvertes aux nouvelles thématiques de la démographie historique, comportent désormais des articles rédigés en français et en anglais.

## Présidents
- Marcel Reinhard (1963-1964)
- Pierre Goubert (1964-1968)
- Louis Henry (1969-1972)
- André Armengaud (1973-1977)
- Jean-Noël Biraben (1978-1980)
- Jacques Dupâquier (1981-1984)
- Guy Cabourdin (1984-1987)
- Jean-Pierre Bardet (1987-1990)
- Jean-Pierre Poussou (1991-1995)
- Alain Bideau (1996-2005)
- Olivier Faron (2006-2010)
- Michel Oris (2010-2018)
- Cyril Grange (2018-2022)
- Vincent Gourdon (depuis 2022)